# 신안 고장리 지석묘
신안 고장리 지석묘는 대한민국 전라남도 신안군 자은면 고장리에 있다. 2000년 1월 31일 신안군의 향토유적 제3호로 지정되었다.

## 개요
4기의 지석묘가 있고, 본래 5기가 있었으나 마을길을 내면서 1기가 훼손되었다.